# Jeancourt Communal Cemetery Extension
Jeancourt Communal Cemetery Extension est un cimetière militaire de la Première Guerre mondiale situé sur le territoire de la commune de Jeancourt dans le département de l'Aisne.

## Historique

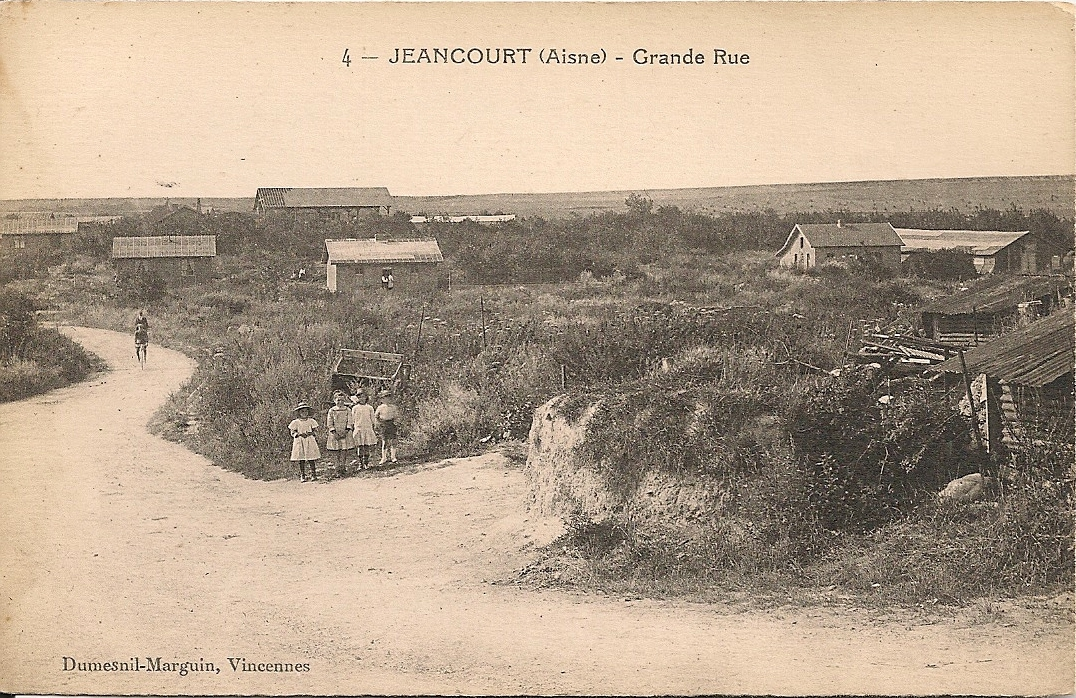
Ruines du village à l'issue de la guerre 14-18.

Le village de Jeancourt a été occupé dès fin août 1914 par les troupes allemandes et sera rasé en février 1917 lors du retrait sur la ligne Hindenburg. Un centre hospitalier allemand fut installé dans le village d'où le nombre important de soldats allemands inhumés dans ce cimetière.
 
L'extension du cimetière communal fut commencé dès le début de la guerre. Après les combats d'avril 1917 et jusqu'en octobre 1918, le cimetière servit de sépulture aux soldats du Commonwealth, notamment de la 59e division North Midland.

## Caractéristique
Le cimetière contient maintenant 492 sépultures du Commonwealth de la Première Guerre mondiale, dont 207 ne sont pas identifiées. Au nord-ouest sont inhumés 168 allemands. L'extension a été conçue par Sir Herbert Baker.

## Galerie

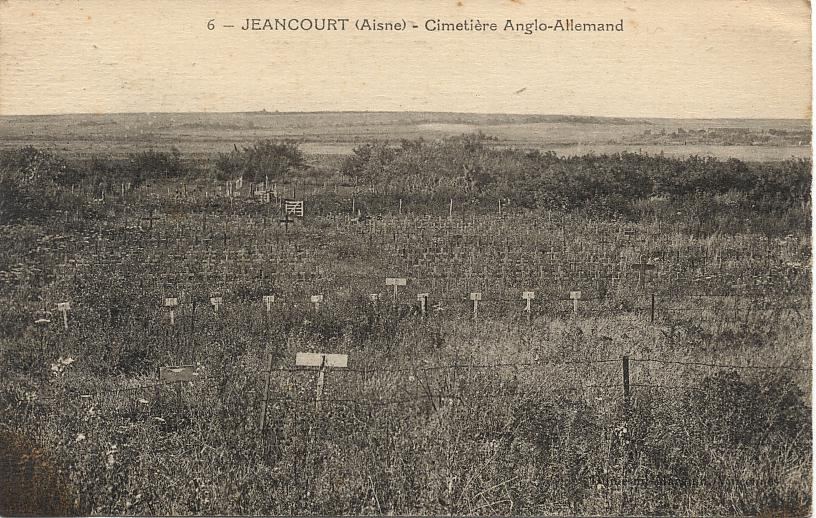
Le cimetière militaire provisoire vers 1920.
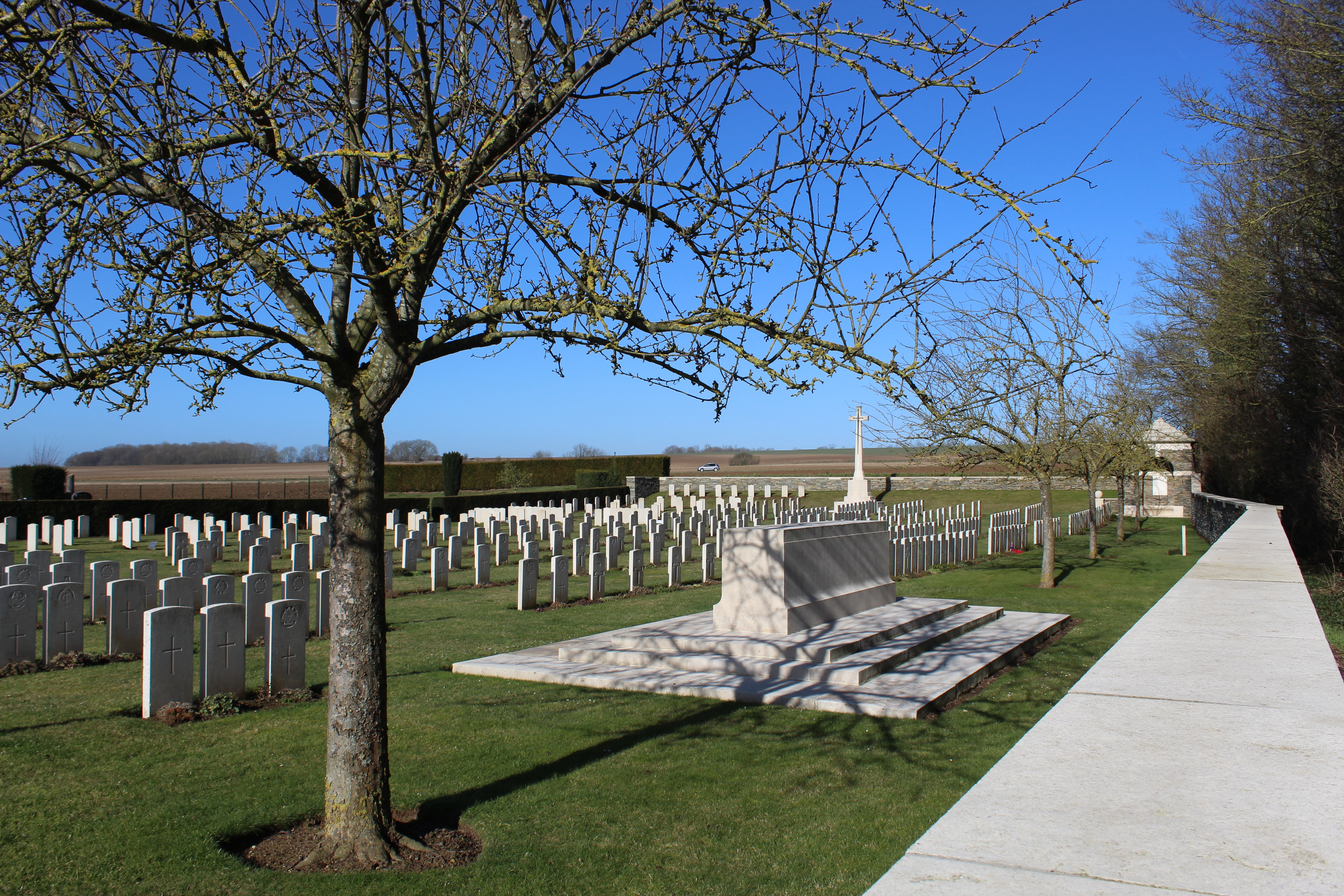
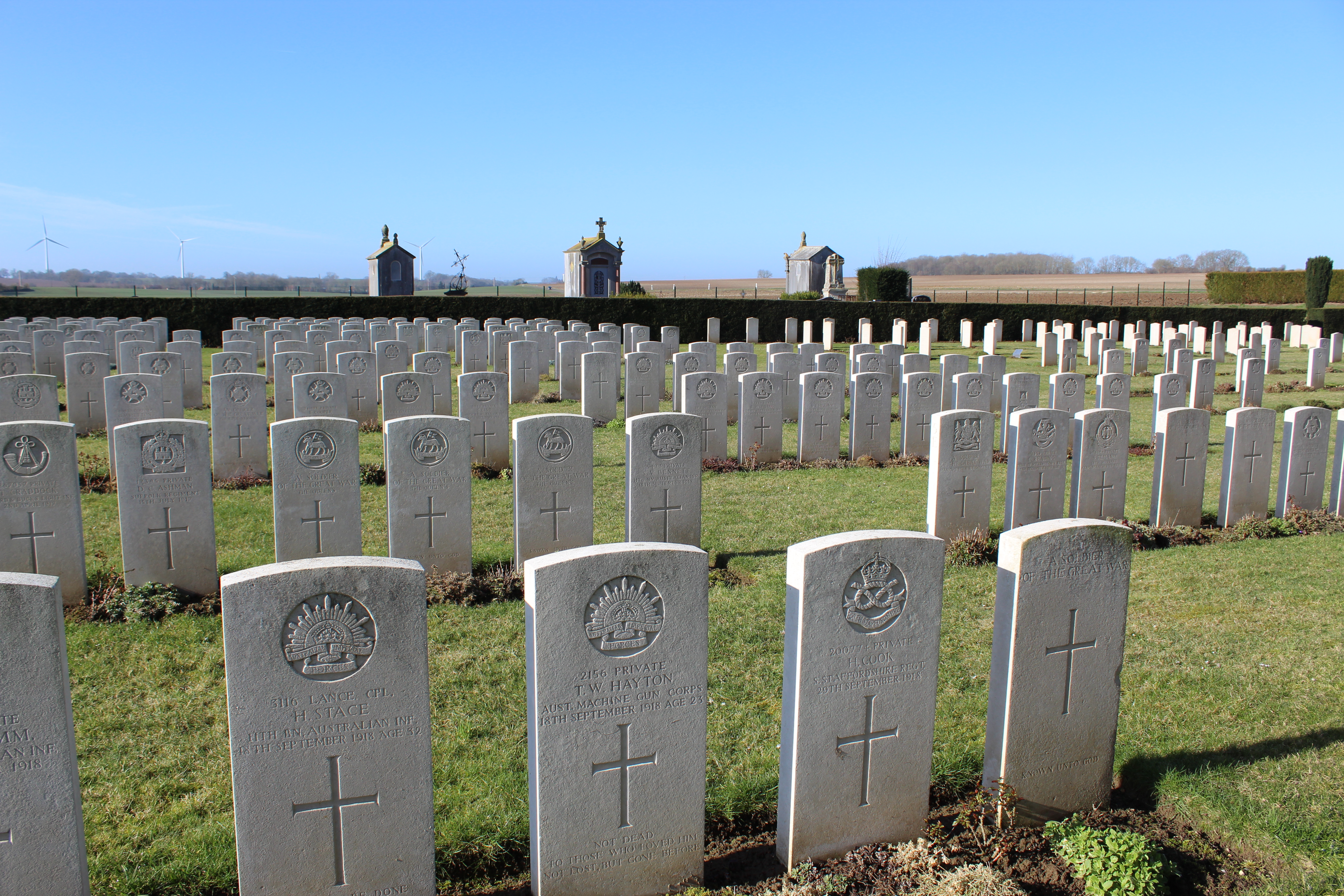
Tombes de soldats britanniques tombés lors de la prise définitive du village fin  septembre 1918.
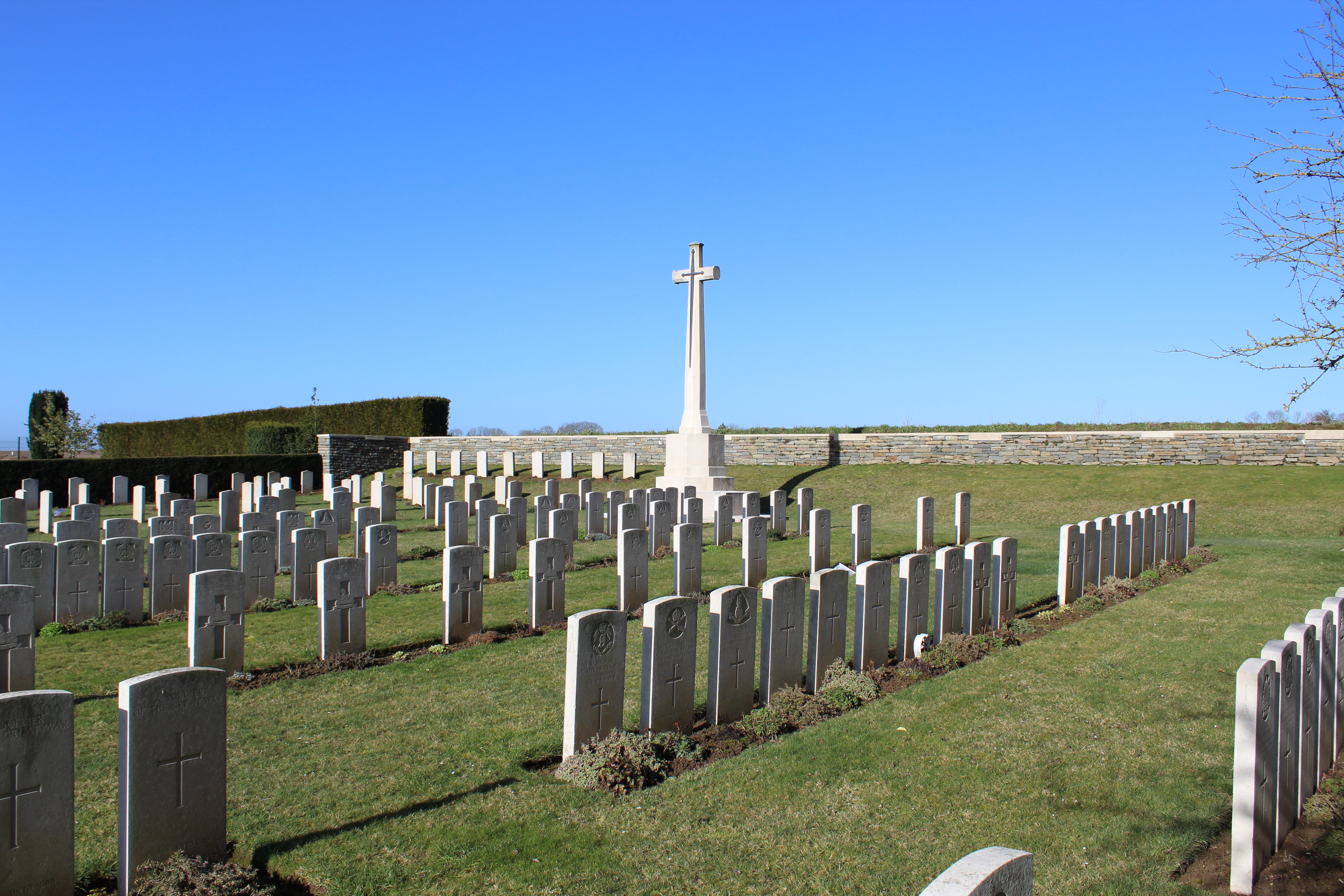
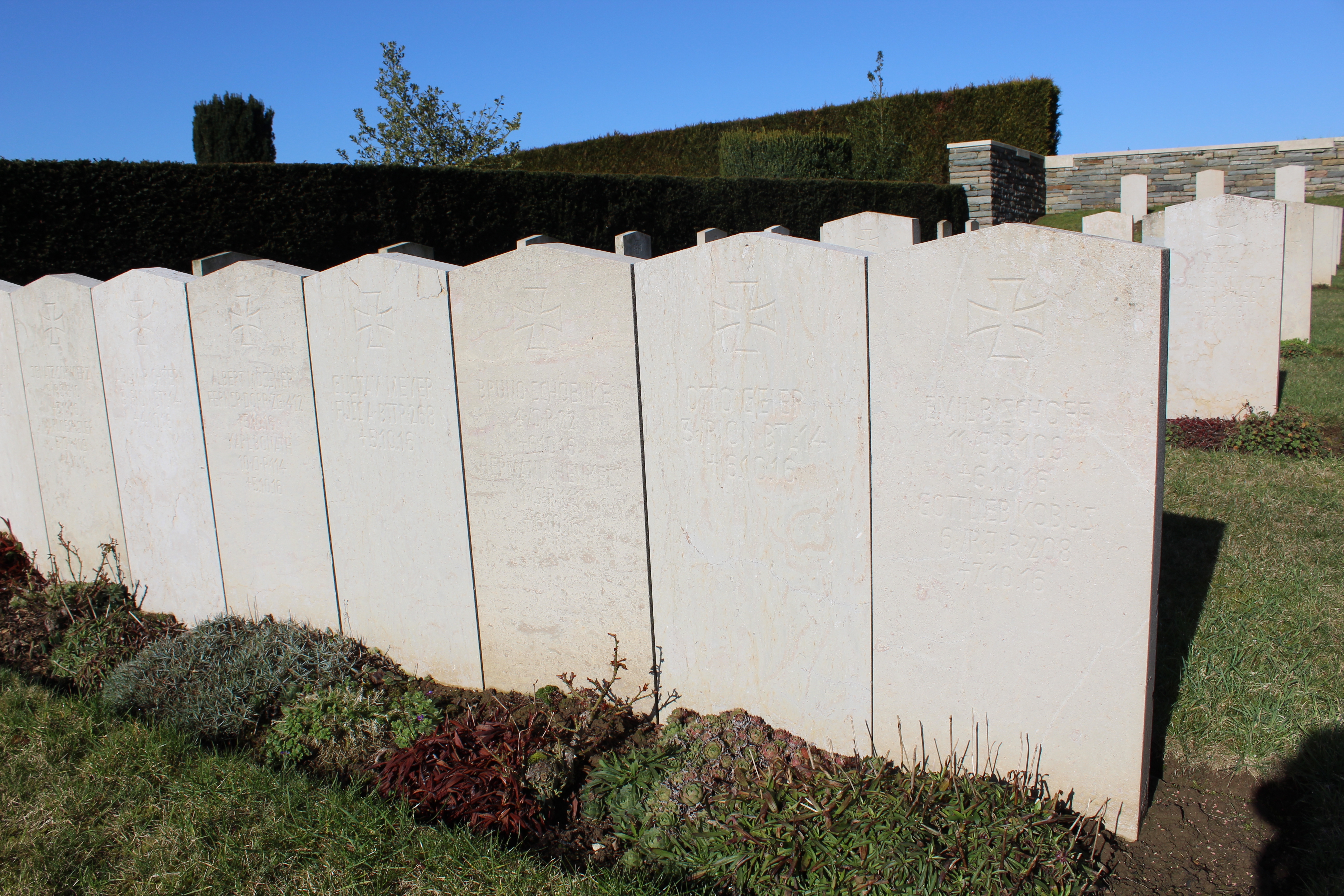
Tombes de soldats allemands tombés à Jeancourt en octobre 1916.
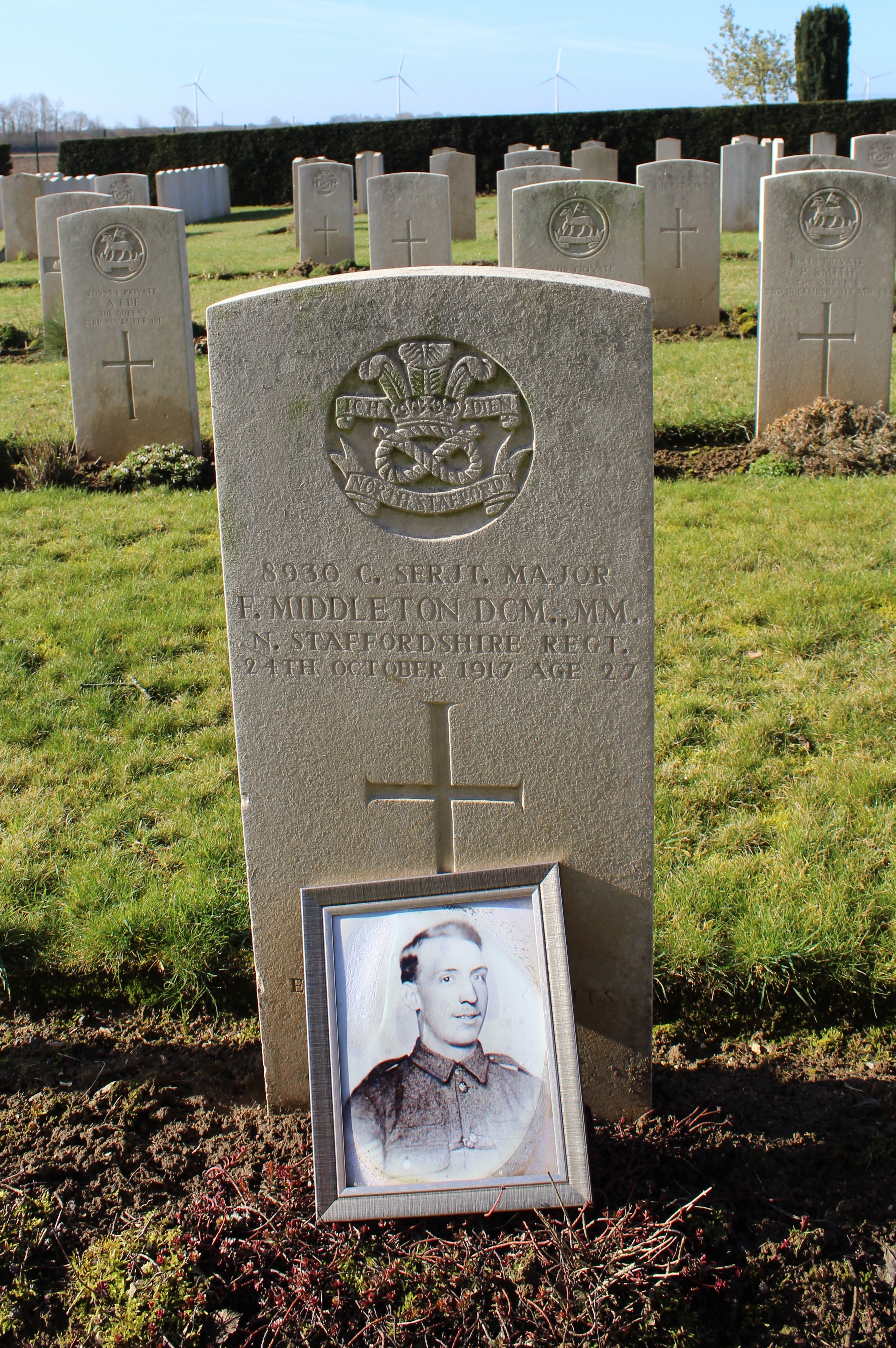

## Sépultures
| Pays        | Sépultures |
| ----------- | ---------- |
| Royaume-Uni | 371        |
| Australie   | 114        |
| Canada      | 6          |
| Allemagne   | 168        |
| Total       | 659        |